# Platygaster chrysippus
Platygaster chrysippus är en stekelart som beskrevs av Walker 1836. Platygaster chrysippus ingår i släktet Platygaster och familjen gallmyggesteklar. Inga underarter finns listade i Catalogue of Life.